# Filippo Romagna
Filippo Romagna (Fano, 26 mei 1997) is een Italiaans voetballer die doorgaans speelt als centrale verdediger. In september 2020 verruilde hij Cagliari voor Sassuolo.

## Clubcarrière
Romagna speelde in de jeugd van Fanella en Rimini en kwam in 2011 terecht in de opleiding van Juventus. Deze club verhuurde hem in de zomer van 2016 aan Novara. In een halfjaar speelde de centrumverdediger vier competitiewedstrijden, waarna Juventus hem terughaalde. Hij werd direct opnieuw verhuurd, ditmaal aan Brescia. Na zijn terugkeer verkaste Romagna naar Cagliari, waar hij zijn handtekening zette onder een verbintenis voor de duur van vijf seizoenen.
In september 2019 huurde Sassuolo hem voor een jaar. Romagna liep in maart 2020 een zware blessure op aan een pees in zijn knie, waarvan het leek dat hij negen maanden langs de kant zou staan. Na de verhuurperiode werd Romagna definitief overgenomen door Sassuolo voor circa vier miljoen euro. Hij tekende een contract voor vier seizoenen. De verdediger maakte in januari 2020, twintig maanden na het oplopen van de blessure, zijn rentree bij het belofteteam.
In de zomer van 2023 werd hij voor een seizoen verhuurd aan Reggiana. Na zijn terugkeer speelde hij een grotere rol bij Sassuolo, waarmee hij promoveerde naar de Serie A. Hierop werd zijn contract opengebroken en verlengd tot medio 2026.

## Clubstatistieken
| Seizoen | Club       | Competitie | Competitie | Competitie | Beker | Beker | Internationaal | Internationaal | Totaal | Totaal |
| Seizoen | Club       | Competitie | Wed.       | Dlp.       | Wed.  | Dlp.  | Wed.           | Dlp.           | Wed.   | Dlp.   |
| ------- | ---------- | ---------- | ---------- | ---------- | ----- | ----- | -------------- | -------------- | ------ | ------ |
| 2015/16 | Juventus   | Serie A    | 0          | 0          | 0     | 0     | 0              | 0              | 0      | 0      |
| 2016/17 | → Novara   | Serie B    | 4          | 0          | 1     | 0     | —              | —              | 5      | 0      |
| 2016/17 | → Brescia  | Serie B    | 14         | 0          | 0     | 0     | —              | —              | 14     | 0      |
| 2017/18 | Cagliari   | Serie A    | 23         | 0          | 1     | 0     | —              | —              | 24     | 0      |
| 2018/19 | Cagliari   | Serie A    | 18         | 0          | 3     | 0     | —              | —              | 21     | 0      |
| 2019/20 | → Sassuolo | Serie A    | 18         | 0          | 0     | 0     | —              | —              | 18     | 0      |
| 2020/21 | Sassuolo   | Serie A    | 0          | 0          | 0     | 0     | —              | —              | 0      | 0      |
| 2021/22 | Sassuolo   | Serie A    | 0          | 0          | 0     | 0     | —              | —              | 0      | 0      |
| 2022/23 | Sassuolo   | Serie A    | 2          | 0          | 0     | 0     | —              | —              | 2      | 0      |
| 2023/24 | → Reggiana | Serie B    | 13         | 0          | 2     | 0     | —              | —              | 15     | 0      |
| 2025/26 | Sassuolo   | Serie B    | 23         | 0          | 1     | 0     | —              | —              | 24     | 0      |
| Totaal  | Totaal     | Totaal     | 115        | 0          | 8     | 0     | 0              | 0              | 123    | 0      |

Bijgewerkt op 9 juli 2025.

## Erelijst
| Serie B | 1 | 2024/25 |